# ديكسي ماكنيل
ديكسي ماكنيل (بالإنجليزية: Dixie McNeil)‏ هو لاعب كرة قدم ومدرب كرة قدم بريطاني في مركز الهجوم، ولد في 16 يناير 1947 في Melton Mowbray ‏ في المملكة المتحدة. لعب مع ليستر سيتي ونادي إكزتر سيتي ونادي ريكسهام ونادي كوربي تاون ونادي لينكولن سيتي ونادي هيرفورد ونورثامبتون تاون.